# Sierre
Sierre (niem. Siders) – miasto i gmina (commune) w południowej Szwajcarii, w kantonie Valais, siedziba administracyjna okręgu (district) Sierre. Leży nad Rodanem.
Jest miastem dwujęzycznym (za sprawą mniejszości niemieckojęzycznej), jednym z trzech oficjalnych dwujęzycznych miast Szwajcarii. Leży na styku obszaru francusko i niemieckojęzycznego.

## Geografia
Na terenie miasta leży jezioro Lac de Géronde.

## Demografia
W Sierre mieszka 17 115 osób. W 2021 roku 32,3% populacji gminy stanowiły osoby urodzone poza Szwajcarią. 

## Współpraca
Miejscowości partnerskie:
- Aubenas, Francja
- Cesenatico, Włochy
- Delfzijl, Niderlandy
- Schwarzenbek, Niemcy
- Zelzate, Belgia

## Transport
Przez teren miasta przebiegają autostrada A9 oraz drogi główne nr 9, nr 208 i nr 210. 
Przez miasto przebiega linia kolejowa Martigny-Brig-Glis. Funkcjonuje tu najdłuższa na świecie kolej linowo-terenowa Montana-Vermala.

## Sport
- HC Sierre – klub hokeja na lodzie